# Sudimara Timur
Sudimara Timur is een bestuurslaag in het regentschap Tangerang van de provincie Banten, Indonesië. Sudimara Timur telt 14.001 inwoners (volkstelling 2010).